# Фроленко Михайло Федорович
Фроленко Михайло Федорович (Листопад 1848, Ставрополь — 18 лютого 1938, Москва
) — революціонер, народник, член Виконавчого комітету «Народної волі».

## Життєпис

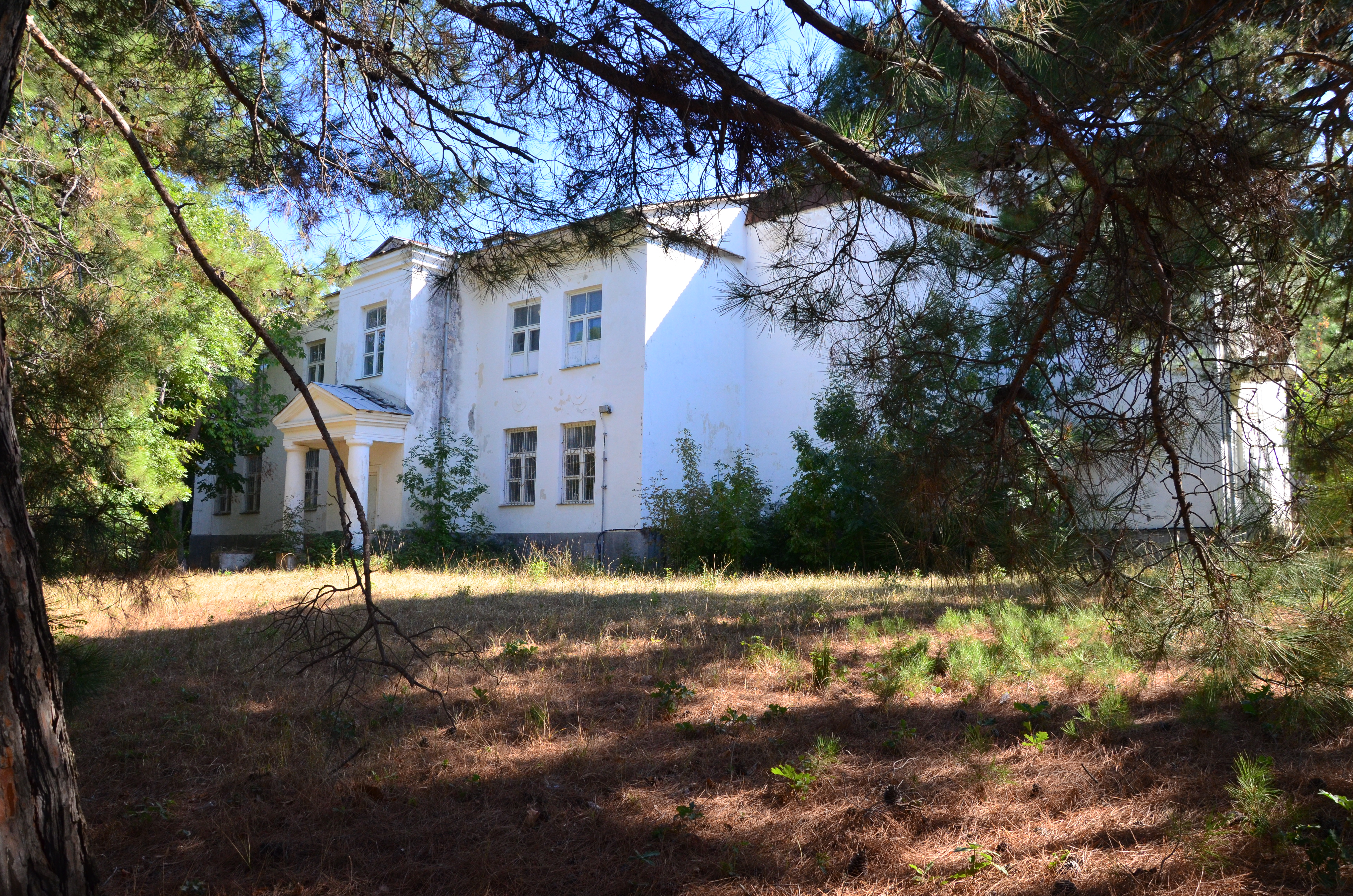
Будинок, в якому мешкав Фроленко

У 1870 році закінчив Ставропольську гімназію. Навчався в Петербурзькому технологічноиу інституті, з 1871  року — у Петровській землероб. і лісовій академії в Москві. В 1873—79 роках Фроленко входив до народницьких гуртків Москви, Одеси, Миколаєва, Києва.
У 1873—1874 роках Фроленко був членом московського гуртка чайковцев, вів пропаганду серед робітників, брав участь в «ходінні в народ» на Уралі. З 1874 року перебував на нелегальному становищі.
1878 року вступив до «Землі і волі». В 1879 році увійшов до Виконавчого к-ту «Народної волі». Учасник замахів на імператора Олександра II в листопаді 1879 року під Одесою і 1 березня 1881 року. Арештований 17 березня 1881 року у Петербурзі. За «процесом 20-ти» (1882) засуджений до страти, яку було замінено довічною каторгою. Покарання відбував в Олексіївському равеліні (до 1884) і Шліссельбурзькій фортеці (до 1905).
У 1908—1917 р.р жив в Геленджику під наглядом поліції, співпрацював в журналі «Былое».
З 1922 р.— в Москві, член Товариства колишніх політкаторжан і засланців і редколегії журналу «Каторга и ссылка».
У 1936 році вступив в Комуністичну партію.
Похований на Новодівочому цвинтарі в Москві.
Автор мемуарів і кількох праць з історії народництва.
1. 1 2 3  Энциклопедический словарь / под ред. И. Е. Андреевский, К. К. Арсеньев, Ф. Ф. Петрушевский — СПб: Брокгауз — Ефрон.
2. 1 2 3 4 5  Чеська національна авторитетна база даних